# Новомирський сільський округ
Новоми́рський сільський округ (каз. Новомир ауылдық округі, рос. Новомирский сельский округ) — адміністративна одиниця у складі Железинського району Павлодарської області Казахстану. Адміністративний центр та єдиний населений пункт — село Церковне.
Населення — 523 особи (2021; 521 у 2009, 857 у 1999, 1100 у 1989).
Станом на 1989 рік існувала Новомирська сільська рада (села Маркатай, Церковне). Село Маркатай було ліквідоване 2012 року.

## Склад
До складу округу входять такі населені пункти:
| Населений пункт | Старі назви | Населення, осіб (1989) | Населення, осіб (1999) | Населення, осіб (2009) | Населення, осіб (2021) |
| --------------- | ----------- | ---------------------- | ---------------------- | ---------------------- | ---------------------- |
| Маркатай, село  | -           | 249                    | 136                    | 26                     | -                      |
| Церковне, село  | -           | 851                    | 721                    | 495                    | 523                    |